# Купинец
Купинец је насељено место у саставу општине Клинча Села у Загребачкој жупанији, Хрватска. До територијалне реорганизације у Хрватској налазио се у саставу бивше велике општине Јастребарско.

## Становништво
На попису становништва 2011. године, Купинец је имао 881 становника.

## Попис1991.
На попису становништва 1991. године, насељено место Купинец је имало 937 становника, следећег националног састава:
| Попис 1991.‍  | Попис 1991.‍  | Попис 1991.‍ | Попис 1991.‍ | Попис 1991.‍ |
| ------------ | ------------ | ----------- | ----------- | ----------- |
|              |              |             |             |             |
| Хрвати       | Хрвати       |             | 930         | 99,25%      |
| Срби         | Срби         |             | 1           | 0,10%       |
| неопредељени | неопредељени |             | 3           | 0,32%       |
| непознато    | непознато    |             | 3           | 0,32%       |
| укупно: 937  |              |             |             |             |